# 1822 dans le catholicisme
Chronologie du catholicisme
- 1818
- 1819
- 1820
- 1821
- 1822
- 1823
- 1824
- 1825
- 1826

Cet article présente les faits marquants de l'année 1822 dans le catholicisme.

## Évènements
- 2 décembre : Création d'un cardinal par Pie VII.

## Naissances
- 26 mars : Charles Theuret, prélat français, premier évêque de Monaco, précédemment évêque d'Hermopolis Maior (de) († 11 novembre 1901)
- 29 octobre : Mieczysław Ledóchowski, cardinal polonais de la Curie, précédemment diplomate du Saint-Siège et archevêque titulaire de Thèbes (de) († 22 juillet 1902)

## Décès
- 6 janvier : Jean-Baptiste Dubois, prélat français, évêque de Dijon (° 25 août 1754)
- 1er mars : Luigi Vincenzo Cassitto, prêtre, théologien et antiquaire italien (° 31 décembre 1766)
- 19 mars : Francesco Fontana, cardinal italien de la Curie (° 18 août 1750)
- 19 avril : Franziskus Xavier von Salm-Reifferscheldt, cardinal autrichien, prince-évêque de Gurk (° 1er février 1749)
- 31 août : Nicola Riganti, cardinal italien, évêque d'Ancône (° 24 mars 1744)
- 6 septembre : Carlo Andrea Pelagallo, cardinal italien, évêque d'Osimo et Cingoli (° 30 mars 1747)
- 26 septembre : Giulio Gabrielli le Jeune, cardinal italien de la Curie, cardinal-secrétaire d'État (° 20 juillet 1748)